# Hesperotychus sacramento
Hesperotychus sacramento är en skalbaggsart som beskrevs av Chandler 2003. Hesperotychus sacramento ingår i släktet Hesperotychus och familjen kortvingar. Inga underarter finns listade i Catalogue of Life.